# Orden de matar
Orden de matar és una pel·lícula argentina, dirigida per Román Viñoly Barreto i protagonitzada per Jorge Salcedo, Nelly Meden, Graciela Borges, Sergio Renán i Gilda Lousek que es va estrenar el 23 de setembre de 1965.

## Argument
Charly, un jove de família adinerada interpretat per Sergio Renán, mata un cec al metro en mig dels passatgers, surt de l'estació sense ser vist i aborda un automòbil. A causa de la velocitat a la qual condueix és seguit per un policia amb motocicleta a qui atropella i també mata. La premsa es queixa per l'apogeu de la delinqüència. El policia Mauro Moreno, actuat per Jorge Salcedo, investiga la mort del cec, del que se sap era informant del jutge Zani (Bernardo Perrone) que havia encaminat a Mauro quan era jove apartant-lo d'un segur camí de la delinqüència i portant-lo en canvi a ingressar la policia. Charly es presenta a un cabaret regentat per Rosa (Nelly Meden), i es vanagloria de les seves morts, per la qual cosa la dona li avisa a Mauro a canvi que alliberi a Mabel (Gilda Lousek), una jove prostituta a qui havia detingut al carrer. Mauro i altres policies arriben al local però Charly mata un d'ells i escapa. Posteriorment El Sueco (José María Langlais), Nacho(Walter Vidarte) i Charly maten al jutge Zany.
Arran d'aquests fets Mauro canvia la seva conducta i en diversos enfrontaments amb delinqüents en mata alguns d'ells, fins i tot quan havien deixat de resistir-se. La premsa comença a criticar la policia per les esmentades morts. Mabel va a la casa de Mauro i es queda a viure amb ell. A la sortida d'una festa Nacho i Charly violen i maten a Clara, (Celia Cadaval), per la qual cosa la premsa reclama mesures contra la delinqüència.
Mauro interroga Nacho i aconsegueix que reconegui els homicidis comesos per El Sueco i Charly i a la nit intercepta un contraban i mata a Charly quan ja s'havia lliurat. La policia troba El Sueco i el segueix fins a la casa de Rosa, on també es troba Pascual, el company d'aquesta que acaba de sortir de la presó. Avisen a Mauro, que entra al domicili i en l'enfrontament mata Pascual mentre El Sueco escapa. Mauro provoca intencionalment la seva pròpia mort fent que Nacho, que és drogoaddicte, li robi una pistola i el mati després amb ella.

## Repartiment
- Jorge Salcedo: Mauro Moreno
- Nelly Meden: Rosa
- José María Langlais: El Sueco
- Graciela Borges: Georgina
- Walter Vidarte: Nacho
- Sergio Renán: Charly
- Gilda Lousek: Mabel
- Ambar La Fox… Cantant
- Darío Vittori… Sacerdot
- Bernardo Perrone: Dr. Zani
- Mario Lozano: Pascual
- Norberto Suárez: Mincho
- Juan Carlos Altavista
- Beto Gianola
- Juan Carlos Lamas
- Marta Cerain: La Mimito
- Juan Alighieri… Assistent de Mauro
- Gloria Leyland: Bárbara
- Celia Cadaval:. Clara
- Josefa Goldar… Propietària de pensió
- Nancy Lopresti
- Hellen Grant: Stripteaser
- Juan Esquiza
- Enrique Liporace
- Isidro Fernán Valdez: Cec al metro
- Diana Lupe: Negra

## Rebuda
Per al diari Crònica és una "pel·lícula de tall policial, amb un profund missatge social i humà aconseguit a mitges", mentre que per La Nación "manca concisió i neteja de moviments que ha de caracteritzar a una narració del gènere policial (...) El relat no assoleix el vol necessari".